# Schwibbogen 9

Schwibbogen 9 mit lesbarer Inschrift, 2023

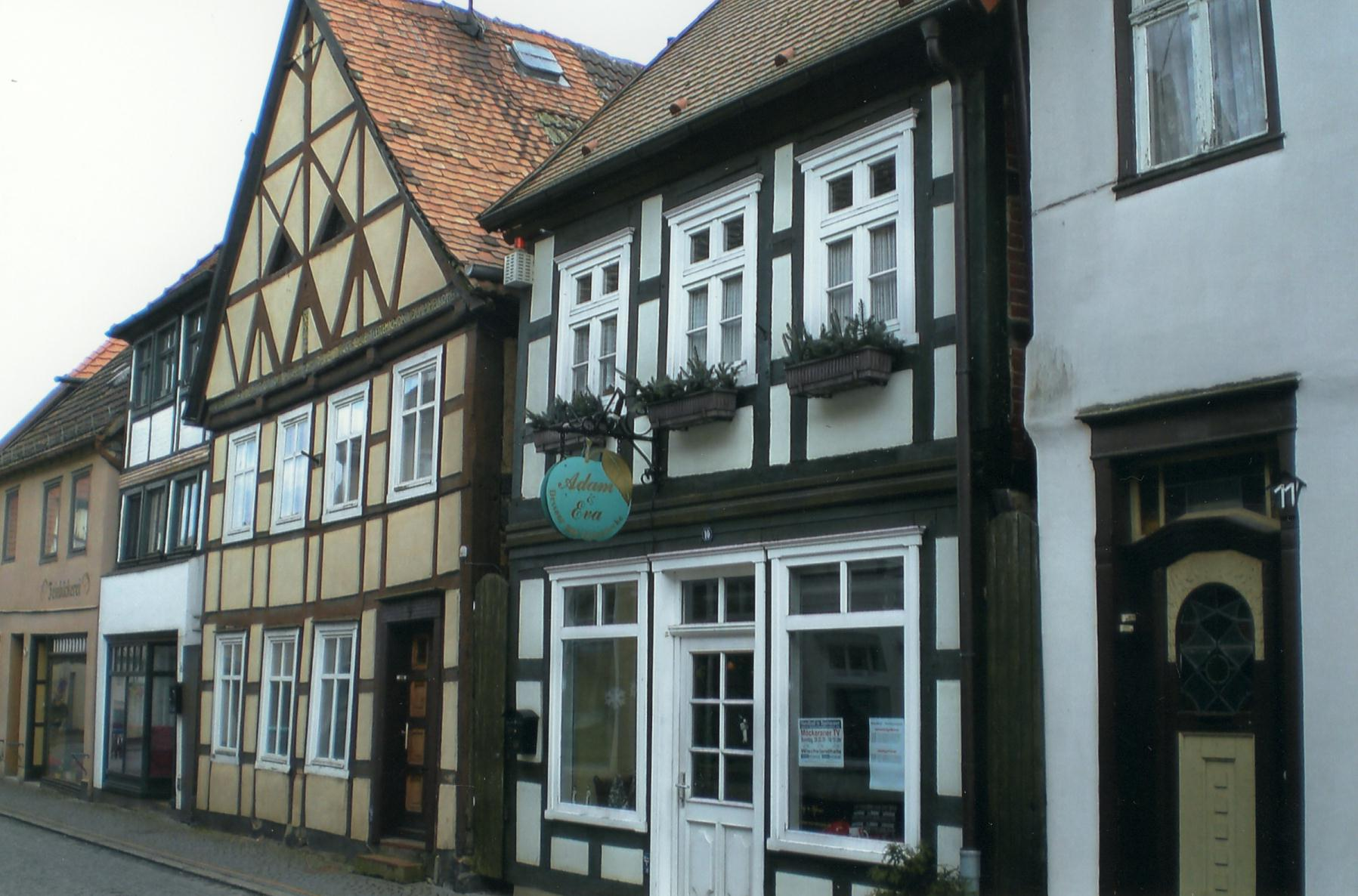
Schwibbogen 9, 2009

Schwibbogen 9 ist ein historisches städtisches Wohnhaus in der Hansestadt Seehausen in der Altmark. Das Gebäude ist mit der Nummer 094 97383 als Baudenkmal im Denkmalverzeichnis von Sachsen-Anhalt verzeichnet.

## Geschichte und Beschreibung
Das zweigeschossige, giebelständige Haus von 1665 in Fachwerkbauweise mit Satteldach gehört zu den ältesten Wohnhäusern von Seehausen. Die Gefache sind ausgemauert und verputzt. Es zeigt im Giebeldreieck Andreaskreuze und Fußstreben.